# Glyphodera mantis
Glyphodera mantis är en tvåvingeart som beskrevs av Günther Enderlein 1922. Glyphodera mantis ingår i släktet Glyphodera och familjen skridflugor. Inga underarter finns listade i Catalogue of Life.